# Catherine Guillouard

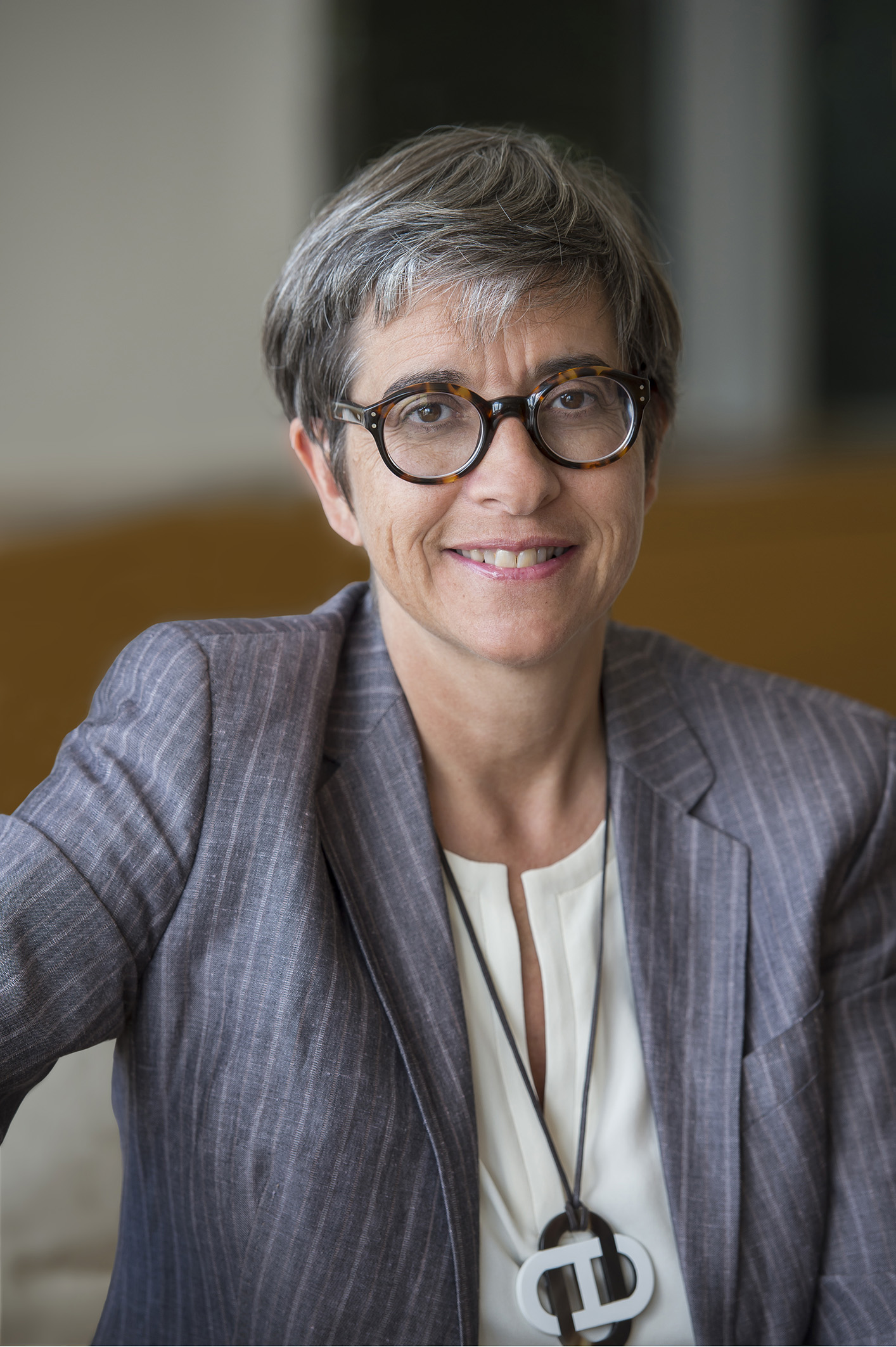
Catherine Guillouard, 2017

Catherine Guillouard (* 23. Januar 1965 in Cannes) ist eine französische Unternehmensleiterin.
Seit August 2017 ist sie Président-directeur général der Régie Autonome des Transports Parisiens (RATP). Sie hat angekündigt, zum 30. September 2022 zurückzutreten.

## Studium
Catherine Guillouard erwarb 1986 an der Universität Nizza Sophia-Antipolis einen Bachelor in Rechtswissenschaften und anschließend an der Universität Panthéon-Assas einen Master in Politikwissenschaften. Sie ist außerdem Absolventin des Institut d’études politiques de Paris, Absolventin der École nationale d’administration im Jahr 1993 und besitzt einen DESS in Europarecht der Université Paris 1 Panthéon-Sorbonne.

## Karriere
Nach dem Abschluss der ENA im Jahr 1993 trat Guillouard in die Generaldirektion des französischen Schatzamtes ein, zunächst im Büro für die CFA-Franc-Zone, dann im Büro für Währungs- und Bankwesen.

### Air France (1997–2007)
Als Senior-Projektleiterin (1997–1999) organisiert und koordiniert sie ein Projekt zur Mitarbeiter-Kapitalbeteiligung, durch das die Mitarbeiter von Air France 11 % des Kapitals halten können.
Als stellvertretende Direktorin für Controlling (1999–2001) führte sie eine strategische Fünfjahresvision und einen Dreijahresplan ein. Sie arbeitet im Team an einer Neugestaltung der Managementinstrumente, insbesondere an der Entwicklung eines Tools zur Analyse der Rentabilität des Flugnetzes.
Im Jahr 2001 wurde sie zur stellvertretenden Direktorin für Flugbetrieb ernannt. Sie ist für einen Bereich verantwortlich, der die 4000 Piloten des Konzerns und die 1200 Mitarbeiter des Bodenpersonals umfasst. Gleichzeitig war sie Vorsitzende des Betriebsrats für den Flugbetrieb, in dem alle Gewerkschaften des Flugpersonals vertreten waren.
Sie wurde 2003 zur Nummer 2 der Direktion Humanressourcen und Wandel ernannt und leitete vier Direktionen: Ausbildung, Personalbeschaffung, Personalpolitik für das Bodenpersonal und Entwicklung der Humanressourcen.
Im Jahr 2004 übernahm sie die Finanzleitung von Air France. Sie verhandelte unter anderem neue Bankkreditlinien in Höhe von 1,2 Mrd. Euro und führte die erste Transaktion einer Wandelanleihe im Wert von 450 Mio. Euro für die Air France KLM-Gruppe und einer klassischen Anleihe im Wert von 550 Mio. Euro durch.

### Eutelsat (2007–2013)
Im Jahr 2007 kam sie als Finanzdirektorin und Mitglied des Exekutivkomitees zu Eutelsat. Bis 2013 führt sie folgende Maßnahmen durch: die Refinanzierung des Unternehmens in mehreren Schritten in Höhe von insgesamt 3,4 Mrd. Euro, Akquisitionen insbesondere in Asien und eine Überarbeitung des internen Berichtswesens.

### Rexel (2013–2017)
Catherine Guillouard war von 2013 bis 2017 Finanzdirektorin von Rexel und wurde im Mai 2014 zur stellvertretenden Generaldirektorin ernannt.
Sie trägt aktiv zur Definition und Umsetzung des strategischen Plans bei, insbesondere zur digitalen Transformation. Sie betreibt 14 Akquisitionen in drei Jahren (2013–2016), in Südostasien, im Nahen Osten, in den USA und in Frankreich. Parallel dazu verwaltet sie den Ausstieg aus Lateinamerika, Polen, den baltischen Staaten und der Slowakei.
Sie leitet auch mehrere große Projekte, wie die Überarbeitung der Governance des Risikomanagements und der Compliance, die Einführung eines effizienten Verfahren für den Jahresabschluss und die Neugestaltung der Direktion für Rechtsangelegenheiten.

### RATP (2017–2022)
Am 2. August 2017 trat Catherine Guillouard die Nachfolge von Élisabeth Borne als Präsidentin der RATP an, die den öffentlichen Personennahverkehr im Großraum Paris betreibt.
Am 8. Dezember 2017 stellte Catherine Guillouard dem Verwaltungsrat ihre strategischen Leitlinien mit vier Prioritäten vor: Erreichung operativer Exzellenz, erfolgreiche Öffnung für den Wettbewerb, bevorzugter Partner intelligenter und nachhaltiger Städte und verstärkte Entwicklung der RATP-Gruppe auf internationaler Ebene.
Diese vier Prioritäten schlagen sich in konkreten Projekten nieder wie z. B. die Entwicklung von personalisierten Kundendienstleistungen dank eines ehrgeizigen digitalen Transformationsplans (500 Mio. Euro über fünf Jahre) oder die Umstellung der Busdepots auf Elektro- und Gasantrieb bis 2025, das langfristig eine zu 100 % saubere Busflotte ermöglichen soll. Ein weiteres Projekt ist die Senkung des Energieverbrauchs des Konzerns bis 2025 um 20 % und der Treibhausgasemissionen um 50 %.
Am 24. Juli 2019 verlängert Präsident Emmanuel Macron das Mandat von Catherine Guillouard als PDG der RATP um weitere fünf Jahre.
Am 16. Dezember 2020 forderte sie Klarheit über die Öffnung des Pariser Busbetriebs für den Wettbewerb ab 2025, da fast 18.000 der 45.000 Beschäftigten von einer Versetzung in Tochterunternehmen der RATP oder zu Wettbewerbern betroffen sein werden.
Catherine Guillouard hat beschlossen, ihre Tätigkeit als PDG der RATP am 30. September 2022 zu beenden, um ihre Eltern zu pflegen.

## Andere Mandate
Catherine Guillouard war von 2015 bis 2019 Mitglied des Verwaltungsrats von Engie und ist seit 2016 Mitglied im Verwaltungsrat von Airbus.
Zuvor war sie von 2010 bis 2013 Mitglied des Verwaltungsrats von Technicolor und von 2011 bis 2013 Mitglied des Verwaltungsrats von Aéroports de Paris.
Seit 2017 ist sie außerdem stellvertretende Vorsitzende des Aufsichtsrats des Ingenieurbüros Systra, ein gemeinsames Tochterunternehmen der SNCF und der RATP.

## Auszeichnungen
- 2022: Offizier des nationalen Verdienstordens Ordre national du Mérite[18]
- 2018: Ritterin der Ehrenlegion[19]